# 아프가니스탄의 종교
| 아프가니스탄의 종교 (2012년) | 아프가니스탄의 종교 (2012년) | 아프가니스탄의 종교 (2012년) | 아프가니스탄의 종교 (2012년) | 아프가니스탄의 종교 (2012년) |
| ---------------------------- | ---------------------------- | ---------------------------- | ---------------------------- | ---------------------------- |
| 종교                         |                              |                              | 100%                         |                              |
| 수니파                       | 수니파                       |                              | 90%                          | 90%                          |
| 시아파                       | 시아파                       |                              | 9.7%                         | 9.7%                         |
| 그 외 종교                   | 그 외 종교                   |                              | 0.3%                         | 0.3%                         |

아프가니스탄의 종교 (2012년)
아프가니스탄은 대부분의 시민권자들이 이슬람교를 따르는 이슬람 국가이다. 많으면 아프가니스탄 인구의 90%가 수니파이다. '월드 팩트북'에 따르면, 수니파는 아프간 인구의 84.7%와 89.7% 사이를 이루고 있다고 하며, 시아파는 10에서 15% 사이이다. 다른 종교들은 0.3%가 따르고 있다.
2022년, 프리덤 하우스는 아프가니스탄의 종교의 자유에 대해 4점 중 1점을 매겼다.

## 역사
오늘날 아프가니스탄이라 알려진 지역의 종교 인구는 역사의 여러 시대에 걸쳐 변화하였다. 고대와 고전 시기에는, 조로아스터교, 힌두교가, 그 다음으로는 불교가 이 지역의 주 종교였다. 이슬람교는 라시둔 칼리파국이 이 지역의 일부를 정복한 서기 7세기에 이슬람교가 전래된 이후로 점차 우세 종교가 되었다.
조로아스터교는 일부 사람들에 의하면 기원전 1800년경과 800년 사이 현재의 아프가니스탄 지역에서 발원했다고 여겨지는데, 조로아스터교의 창시자 자라투스트라가 당시에 아프가니스탄이 아리아나라고 일컬어지던 발흐에서 살았고 죽었다고 본다. 고대 동이란어군이 조로아스터교가 발흥하던 때 아프간에서 사용했을 수 있다. 기원전 6세기 중엽, 아케메네스 왕조는 메디아를 전복시키고 아라코시아, 아리아, 박트리아를 자신들의 동쪽 국경 내로 편입시켰다. 다리우스 1세의 비석에 있는 한 금석문은 그가 정복한 29개 국가 목록에 카불 계곡을 언급하고 있다.
이슬람교가 도래하기 이전 남부 아프가니스탄은 조로아스터교의 요새로 사용되었다. 조로아스터 신앙에 대해 페르시아와 아라코시아 간 밀접한 관계가 있었다. 아라코시아를 통해 페르시아로 아베스타가 전해졌다고 믿어진다. 이에 따라 아라코시아는 '조로아스터교에 있어 두 번째 아버지땅'이라고 여겨진다.

주로 오늘날의 아프가니스탄 동부와 남부에 집중되었던, 초기 인도아리아인들은 (대략 기원전 2000년과 1500년) 힌두교 신자들이었다. 이들들 중에 대표적으로 간다라인과 캄보자족이 있었으며, 파샤이족과 누리스탄인 등이 이 인도아리아 베다 민족의 오늘날 예시라고 할 수 있다. 파크타족, 파슈툰족 등이 베다 선조들의 특성을 띠고 있는 가운데, 아프가니스탄의 동부 이란족의 대다수 또한 힌두교와 불교를 널리 따랐었다.
"파크타족, 발라나세족, 비샤닌족, 알리나족, 시바족 등이 다섯 변경 부족이었다. 파크타족은 크루마에서 발원한 구릉 지대에 살았다. 짐머는 파크타족이 오늘날 아프가니스탄의 동부에 있었다고 하였고, 이들을 오늘날의 파슈툰족과 동일하다고 보았다."

알렉산드로스 대왕이 기원전 4세기에 이 지역을 정복하고 차지한 뒤로, 후신 국가인 셀레우코스 제국이 기원전 305년까지 이곳을 지배하다가 동맹 조약의 일부로서 인도의 마우리아 제국에 이곳의 지배 영토 대부분을 넘겨주었다. 마우리아 제국은 인도에서 불교를 전래했고 이들이 무너진 기원전 185년까지 아프가니스탄 남부와 동부를 다스렸다.
7세기에, 우마이야 왕조의 아랍계 이슬람교도들은 나하반드 전투 (서기 642년)에서 사산 제국에 결정적 승리를 거두고 현재 아프가니스탄이라 알려진 지역에 진입하였다. 나하반드 전투에서 대패한 뒤, 마지막 사산 제국의 샤한샤인 야즈데게르드 3세는 도망자가 되어 동쪽으로 중앙아시아 깊은 곳까지 달아났다. 야즈데게르드를 추적하면서, 아랍인들은 이란북동쪽에서 이곳에 진출하기로 마음 먹었고 그 이후 헤라트에 이르렀는데, 이곳에서 그들은 아프가니스탄의 나머지 지역으로 진격하기 전 자신들의 대군을 주둔시켰다. 아랍 측은 토착민들에게 이슬람교를 전파하기 위해 상당한 노력을 쏟았다.
북부 아프가니스탄 지역의 거주민 다수가 우마이야 왕조, 그 중에서도 특히 히샴 이븐 압드 알말리크 (재위 724년-743년) 그리고 우마르 이븐 압둘아지즈 (재위: 717년-720년) 때의 선교 노력을 통해  이슬람교를 받아들였다. 알무타심의 재위 동안, 이슬람교는 아프간의 대부분 사람들이 일반적으로 따르는 종교였고 마침내 야쿱 이븐 라이트 사파르 시기에 이르러서는 이슬람교는 아프간의 다른 주요 도시들과 더불어 카불의 우세 종교였다. 이후에, 사만 왕조는 중앙아시아 중심부로 이슬람교를 전파하였으며, 페르시아어로 꾸란의 첫 완역이 9세기 때 이뤄졌다. 9세기 이래로, 이슬람교는 아프가니스탄의 종교계에서 우세 종교였다. 이슬람교 지도자들은 여러 시대 위기마다 정치권으로 진출했지만, 오랜 기간 세속적 권한을 거의 행사하지 못 했다. 아프가니스탄 동부 국경 지대에 있던 힌두 사히의 잔여 세력들이 998년과 1030년 동안 가즈나 왕조의 마흐무드에 의해 축출되었다.
1890년대까지, 아프가니스탄의 누리스탄 지역은 거주민들인 누리스탄인들이 애니미즘과 고대 힌두교를 믿던 민족적으로 독특한 집단이었기 때문에 카피리스탄 ('카피르' 혹은 이교도들의 땅)으로 알려졌었다.
20세기쯤, 이슬람교는 아프가니스탄의 인구 99%를 이뤘다. 그렇지만 힌두교도나 유대교도 등 아프간의 소수 종교 집단들은 1970년대 초까지만 하더라도 '완전한 종교의 자유'를 누렸다.

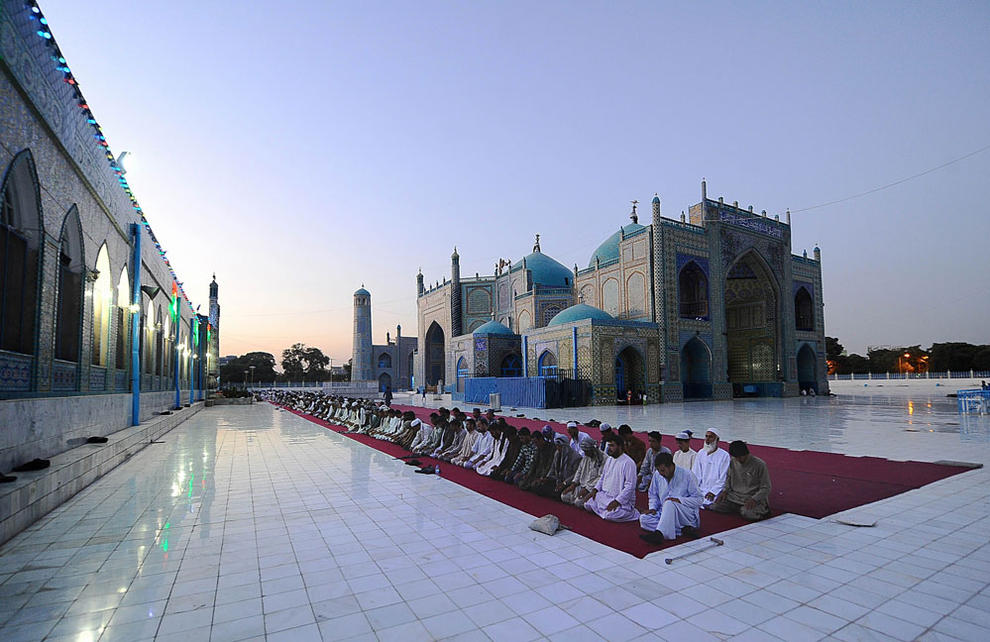
아프가니스탄 북부 도시 마자르이샤리프에 있는 블루 모스크에서 예배를 드리는 사람들

공산주의 정부의 지원 하에 1979년 소비에트의 침입은 아프가니스탄의 정치적 분쟁에 대대적인 종교의 개입을 유발하였다. 아프가니스탄 민주공화국 (1980년-1987년)은 세속 국가이었으며 이슬람교는 다민족으로 이뤄진 정치적 여당들을 하나로 묶었다. 소련 정부의 지원을 받은 마르크스주의 방식의 통치와 아프가니스탄 인민민주당 (PDPA)은 이슬람교의 영향력을 줄이는 조치를 했다. PDPA는 많은 종교인들을 구금하고, 고문하고, 살해했다. 민족화해협의회는 1987년에 회담이 열렸으며, 이슬람교가 다시 한번 국교가 되었고 국명에서 '민주'라는 단어가 빠지게 되었다. 1987년에서-1992년까지, 아프간의 공식 이름은 아프가니스탄 공화국이었다. 이때 이후로 시크교, 힌두교, 기독교, 조로아스터교 등 소수 집단들이 쇠퇴하였다. 1970년대에 아프간에는 약 시크교도 500,000명과 힌두교도 200,000명이 있었다고 추정되는데, 2017년에 들어서는 7,000에서 10,000명 가량이 남은 것으로 본다.
탈레반은 1990년대의 아프가니스탄 내전에서 승리를 거둬 자신들이 지배하고 있던 지역에 탈레반의 이슬람교를 강요한 이슬람 국가이자 신정 국가인 아프가니스탄 이슬람 토후국 (1996년)을 세웠다. 2001년에 탈레반이 전복된 뒤, 이슬람교와 민주주의를 지지하는 새로운 이슬람 공화국, 아프가니스탄 이슬람 공화국이 2004년에 세워졌다. 2021년에 아프가니스탄 이슬람 공화국이 무너지고 탈레반이 재집권하면서, 새로운 탈레반 정권이 어떻게 종교적 사안을 다룰지 지켜보아야 하는데 언론과 외국인들에 대한 가혹한 탄압은 아프가니스탄의 종교 상황에 대한 신뢰할 만한 보도를 얻기 어렵게 만들었다.
아프가니스탄인들에게 있어, 이슬람교는 아프가니스탄 같은 여러 부족과 다민족으로 이뤄진 사회들에서 발견되는, 깊이 내재되어 있는 부족에 대한 충실한 의식감 및 개인과 가문에 대한 영예 의식 등이 불러일으킨 분열을 상쇄할 잠재적 화합의 상징적 체제를 나타낸다. 모스크는 예배의 장소뿐만 아니라 손님들의 쉼터, 만남과 대화의 장소, 종교 행사와 교육의 중심지 등 여러 기능 역할을 하고 있다. 거의 모든 아프간 사람들은 어린 시절 모스크 학교에서 수학을 했으며, 일부에게는 이가 그들이 받은 유일한 교육이기도 하다.

## 소수 종교 집단

### 인구
2009년의 Pew Forum data 보고서는 수니파가 아프가니스탄 인구의 80-85%를 이루고, 시아파가 10-15%를 구성한다고 하였다. 다른 종교 집단들, 대표적으로 힌두교도, 시크교도, 바하이교도, 기독교도 등이 함께 전체 인구 0.3% 이하를 구성한다. 수백 명 아흐마드파 신자가 있었으며 유대인은 존재하지 않는다.

### 시아파
시아파는 아프가니스탄 전체 인구의 7%와 20% 사이를 이루고 있다. 수니파에도 극 소수가 있기는 하나, 하자라인들의 대다수는 시아파로, 주로 열두 이맘파로 소수의 이스마일파를 따르는 집단도 있다. 아프가니스탄의 키질바시들은 전통적으로 시아파교도들이다.
아프가니스탄의 시아파들은 아프가니스탄과 이웃 국가인 이란 이슬람 공화국 간의 긴장 사태의 원인이다. 집권 중인 탈레반은 열렬한 수니파 교도들인 반면, 이란은 시아파가 우세한 나라이다. 이에 따라, 아프간의 시아파 소수 집단에 대한 대우는 아프가니스탄의 가장 중요한 이웃 국가 중 하나와의 관계에 영향을 미치고 있다.

### 이슬람 모더니즘과 비종파 이슬람교도
근대의 이슬람 모더니즘과 비종파 이슬람교도 운동에서 가장 중요한 인물 중 한 명이 자말 압딘 알아프가니이었다.

### 조로아스터교
세계 기독교 백과사전(World Christian Encyclopedia)에 따르면, 1970년에 아프간인 2,000명이 조로아스터교도였다고 한다.

### 인도계 종교
역사적으로, 아프가니스탄 남부와 동부는 오랜 기간 힌두-불교가 우세한 지역이었다.
주로 카불, 잘랄라바드, 가즈니  등 아프간의 도시들에서 거주하는 시크교도 약 1,300명과 600명이 약간 넘는 힌두교도 들이 있다.
상원의원 아트와르 싱은 2010년 아프가니스탄 의회의 유일한 시크교도였다.
아프가니스탄의 불교 역사에 있어 가장 대표적인 흔적은 6세기와 7세기에 만들어진 거대한 바미얀 석불이었다. 바미얀 석불은 우상 숭배를 이유로 2001년 3월에 탈레반에 의해 파괴됐다. 탈레반 병사들은 불상들을 파괴하기 위해 로켓과 총을 사용했다.

### 바하이교
바하이교는 1919년 아프가니스탄에 전래되었고 바하이교도들은 1880년대 이래로 아프간에서 거주하고 있다. 2010년 기준, 아프가니스탄에 바하이교도 대략 16,500명이 있다.

### 기독교
일부 확인되지 않은 보고서들은 아프가니스탄 내에서 비밀리에 신앙을 지키고 있는 아프가니스탄 기독교인이 1,000명에서 18,000명이 있다고 한다. 2015년의 한 연구에서는 아프간 내에 이슬람교에서 개종한 기독교인이 약 3,300명이 있다고 추정하였다.

### 유대교
아프가니스탄 내 소규모 유대인 공동체가 있었으며 이들은 1979년 소비에트 침공 전후에 이곳을 떠났다. 탈레반이 1990년대 나라를 장악한 이후 이슬람교로 강제로 개종한 아프가니스탄 내 500명에서 1,000명 사이의 비밀 유대교인들이 있다고 여겨진다. 이스라엘, 미국, 캐나다, 영국 등에 아프간계 유대인 공동체가 존재한다. 아프간 내 최후의 유대인 자블론 시미토프는 탈레반이 다시 나라를 장악한 뒤인 2021년 9월 7일 아프가니스탄을 떠났다.

## 2021년 이후 종교의 자유
탈레반은 2021년 9월 정권을 되찾았다. 2022년의 한 보고서는 탈레반이 아프가니스탄은 법과 거버넌스가 샤리아법을 따르는 이슬람 에미르 국가이라 발표했음을 언급하였다. 비이슬람교도들은 이슬람교도들로부터 지속적인 괴롭힘을 당하고 있다고 밝혔고, 바하이교도들과 기독교인도들은 신앙이 노출당한 끊임없는 두려움 속에 산다고 하였다.
2023년, 소수 종교 집단들에 대한 괴롭힘이 2021년 9월 이후 증가했다고 보고되었다. 특히 다수의 소수 집단들은 저 멀리 고향을 떠나 이란이나 파키스탄 등 인접 국가로 피난갔다.

## 같이 보기
- 아프가니스탄의 힌두교
- 아프가니스탄의 불교
- 아프가니스탄의 자이나교
- 아프가니스탄의 시크교
- 아프가니스탄의 무교
- 아프가니스탄의 유대교
- 아프가니스탄의 이슬람교
- 아프가니스탄의 바하이교
- 아프가니스탄의 기독교
- 아프가니스탄의 종교의 자유